# Miklos Molnar
Miklos Molnar (Kopenhagen, 10 april 1970) is een Deens oud-voetballer. Hij is van Hongaarse afkomst. Op het veld was hij in de aanval te vinden, over het algemeen als spits. Zijn professionele carrière begon hij in zijn geboorteland, Denemarken, bij de club Hvidovre IF in 1987. Molnar speelde zijn laatste wedstrijden in de Verenigde Staten. Dit deed hij voor de Kansas City Wizards in 2000. Na zijn afscheid als voetballer startte hij een carrière als triatleet. Daar behaalde hij slechts beperkte successen mee.

## Hvidovre IF en BK Frem
In het seizoen 1987 startte Molnar zijn professionele voetbalcarrière. Dit deed hij bij de club Hvidovre IF, uit zijn geboorteplaats Kopenhagen. Hvidovre speelde destijds op het hoogste niveau van Denemarken. Desalniettemin eindigde de club dat seizoen als een na laatste, waardoor degradatie onvermijdelijk was. Het jaar daarna kwam de club dus uit op het tweede niveau van Denemarken, waar Molnar zelf wel goede prestaties leverde, maar de Hvidovre als geheel niet. De club ontweek maar net een tweede degradatie op rij door één plaats boven de degradatiestreep te eindigen. Een club die het in het seizoen 1988 wel goed deed in de tweede divisie was BK Frem, eveneens afkomstig uit Denemarken. Zij eindigde als tweede, waardoor promotie naar de hoogste divisie werd afgedwongen. Doordat Molnar indruk had gemaakt op de leiding van BK Frem, kreeg hij een contract voor aanvang van het seizoen 1989 aangeboden. Na zeven doelpunten te hebben gescoord in 31 wedstrijden voor Hvidovre, vertrok hij bij die club om bij rivaal Frem te voetballen. Bij Frem zou hij uiteindelijk één seizoen spelen. Dit was een succesvol seizoen. Het net gepromoveerde BK Frem wist zich te handhaven en eindigde als achtste in de competitie. Daarnaast werd de toen 19-jarige Molnar gedeeld topscorer van de competitie, samen met Flemming Christensen van Lyngby BK en Lars Jacobsen van Odense BK. Alle drie scoorden ze veertien doelpunten dat seizoen. Door deze prestatie verdiende Molnar halverwege het seizoen 1989/1990 een transfer naar het buitenland. Voor BK Frem scoorde hij in een totaal van 26 competitiewedstrijden veertien goals.

## Standard Luik
Tijdens de winterstop van het seizoen 1989/1990 kwam Molnar over van BK Frem naar Luik om daar Standard Luik te versterken in de aanval. In het resterende half jaar van dat seizoen wist hij nog vijf keer voor Standard te scoren, maar Europees voetbal werd er niet mee behaald. Standard Luik eindigde als vijfde, met één punt minder dan de nummer vier, Royal Antwerp FC. Dit was één plaats te laag om Europees te spelen en dit terwijl stadsgenoot en rivaal Club Luik, dat als twaalfde was geëindigd wel zich op mocht maken voor de UEFA Cup, omdat het via de beker een plaats had afgedwongen. Ook in zijn tweede seizoen bij de club werd Europees voetbal, door middel van de zesde plaats niet behaald. Er was wel persoonlijk succes voor Molnar. Vanwege onder meer zijn elf doelpunten in de competitie kreeg hij een uitnodiging van toenmalig bondscoach Richard Møller Nielsen, om zich te melden bij de nationale selectie van Denemarken. Zijn debuut maakte hij op 5 september 1990 tegen Zweden. Hij startte in de basis, maar werd na een uur spelen gewisseld voor Søren Lyng, die samen met Molnar, Marc Rieper en Jakob Friis-Hansen ook zijn debuut maakte die wedstrijd. De wedstrijd werd met 1-0 gewonnen door Denemarken, door een doelpunt van Bent Christensen. Niet alleen verdiende Molnar een oproep voor het nationale team vanwege zijn goede spel, ook werd hij opnieuw getransfereerd naar een buitenlandse club. Voor Standard Luik speelde hij 41 wedstrijden in de competitie. Daarin scoorde hij zestien keer.

## Servette FC en Saint-Etienne
Zwitserland werd het derde land waar Molnar kwam te voetballen. In Genève is de club gehuisvest voor welke hij kwam te spelen, namelijk Servette FC, destijds uitkomend in de Axpo Super League, de hoogste competitie van Zwitserland en fungerend als een van de topclubs. Ondanks het feit dat de club voor aanvang van het seizoen 1991/1992 als een van de kanshebbers voor de titel werd getipt, eindigde de club als vijfde in de kampioensgroep van de Zwitserse competitie. Dat jaar werd FC Sion kampioen van Zwitserland. Het zou het enige seizoen zijn dat Molnar in Zwitserland voor een club zou voetballen. Het seizoen erop vertrok hij naar een Franse club. Voor Servette FC speelde Molnar 34 wedstrijden. Daarin vond hij achttien keer het net.
In 1992 nam AS Saint-Etienne Molnar over van Servette FC. Hierdoor kwam Molnar voor het eerst te spelen in een van de vijf grote Europese competities, de Franse Ligue 1. Met de club wist hij weer geen Europees voetbal te halen, door als zevende te eindigen, met een minder doelsaldo dan de nummer zes AJ Auxerre. Dit kwam deels door Molnar zelf, die niet goed uit de verf wist te komen bij Saint-Étienne. Hij kon zich niet goed aanpassen aan het systeem. Hierdoor speelde hij lang niet in alle wedstrijden mee. In de wedstrijden waar hij wel in speelde, negentien, scoorde hij twee keer. Doordat hij niet goed in het elftal paste, werd hij transfervrij verklaard in de winterstop van het tweede seizoen bij de club. Daarnaast verloor hij zijn plek bij de selectie voor het Deens elftal.

## Lyngby BK en FSV Frankfurt
Door zijn tegenvallende prestaties bij Saint-Étienne tekende Molnar in februari van het jaar 1994 een contract bij Lyngby BK, een club die destijds uitkwam in de SAS Ligaen. Dit ondanks dat hij liever bij een buitenlandse club zou voetballen. Bij Lyngby kwam hij onder andere samen te spelen met international Henrik Larsen. Hij kon niet goed opschieten met trainer en clubicoon Michael Schäfer, waardoor het bij een halfjarig contract voor Molnar bij Lyngby bleef. Daarom vertrok hij nog datzelfde jaar in september weer naar het buitenland, ditmaal naar Duitsland. Voor Lyngby scoorde Molnar in achttien wedstrijden zes keer.
Na Lyngby BK werd FSV Frankfurt, de tweede club van Frankfurt, de werkgever van Molnar. Het kwam destijds uit in de Tweede Bundesliga, het op een na hoogste niveau in Duitsland. Molnar kwam er redelijk aan het voetballen, resulterende in twaalf doelpunten in twintig wedstrijden. Desalniettemin wist hij de club niet te behoeden van degradatie naar de Regionalliga, de derde Duitse divisie en eindigde het kansloos als achttiende en laatste. Omdat Molnar geen zin had om op nog lager niveau te voetballen, hield hij het niet langer dan één seizoen uit bij een club en verkaste hij terug naar Denemarken.

## Herfølge BK en opnieuw Lyngby BK
Na de teleurstellende prestatie van FSV Frankfurt keerde Molnar terug naar Denemarken, waar hij een contract tekende bij Herfølge BK. Met Herfølge wist hij net boven de degradatiezone te eindigen. Dit kwam mede door zijn productiviteit dat seizoen. In 21 wedstrijden scoorde hij tien keer. Dit was zijn oude werkgever Lyngby BK niet onopgemerkt gebleven. Nadat vaste spits David Nielsen vertrok naar het in Duitsland gepromoveerde Fortuna Düsseldorf, moest de club op zoek naar een nieuwe speler voor die positie. Ze kwamen opnieuw uit bij Molnar, die besloot terug te keren bij de club. Deze keer was zijn periode succesvoller dan onder het bewind van Michael Schäfer. Lyngby stond nu onder leiding van de Zweed Benny Lennartsson. Voor de tweede keer in zijn carrière wist hij topscorer van de Deense competitie te worden. Dit keer was dat met 26 doelpunten in 33 wedstrijden, waarmee hij de nummer twee op de topscorerslijst, Peter Møller, ruim voorbleef. Desondanks eindigde de club als negende in de competitie, terwijl zijn vorige club, Herfølge BK, vierde werd. Echter, door zijn vele doelpunten verdiende Molnar, na een paar wedstrijden in het seizoen 1997/1998, een transfer naar een Spaanse club. Ook werd hij voor het eerst in vijf jaar tijd weer opgeroepen voor het nationale team van Denemarken. Voor Lyngby BK speelde hij in zijn tweede periode bij de club in totaal 38 wedstrijden. Daarin trof hij 29 keer doel.

## Sevilla FC en Kansas City Wizards
In het seizoen 1997/1998 tekende Molnar een contract bij Sevilla FC, wat destijds speelde in de Segunda División A, de tweede divisie van Spanje. Bij Sevilla kwam hij samen te spelen met onder andere de Nederlander Tarik Oulida en zijn landgenoot Thomas Rytter. De club was het seizoen ervoor net gedegradeerd en het was de bedoeling dat het rechtstreeks weer zou promoveren. Ondanks dat Molnar dat seizoen goed in vorm was, lukte het niet om promotie af te dwingen. Sevilla eindigde namelijk als zevende. Wel kreeg Molnar een uitnodiging om met Denemarken af te reizen naar het WK 1998, dat gehouden werd in Frankrijk. De seizoenen erna wekten echter, volgens de leiding van Sevilla, niet genoeg indruk meer en daarom werd Molnar ontslagen. In 2000 tekende hij daarom een contract bij de Amerikaanse voetbalclub, de Kansas City Wizards. Daarmee won hij in de nadagen van zijn carrière nog de MLS Cup, door het enige doelpunt te scoren tegen Chicago Fire. Na deze wedstrijd stopte hij met voetballen en begon een carrière als triatleet. Voor Kansas City Wizards speelde Molnar in totaal zeventien wedstrijden. Daarin vond hij twaalf keer het net.

## Interlandcarrière
Terwijl hij uitkwam voor Standard Luik, maakte Molnar zijn debuut voor Denemarken onder leiding van bondscoach Richard Møller Nielsen: op 5 september 1990 in de vriendschappelijke wedstrijd tegen Zweden (0-1) in Västerås, net als Jakob Friis-Hansen (Lille OSC), Marc Rieper (AGF Århus) en Søren Lyng (BK Frem). Hierna zou hij nog twee keer voor zijn land uitkomen, namelijk tegen Italië en Zweden. Dit was in 1991. Hierna werd hij echter overgeplaatst naar het elftal voor spelers onder de 21-jaar, om het team te helpen kwalificeren voor de Olympische Zomerspelen 1992 van Barcelona. Dit lukte en Molnar speelde alle drie de wedstrijden voor Denemarken op het toernooi, voordat het team werd uitgeschakeld. In de laatste en met 3-0 verloren wedstrijd tegen Australië kreeg Molnar een rode kaart van de Italiaanse scheidsrechter Fabio Baldas. Hierna werd hij echter niet meer teruggeplaatst naar het A-elftal, mede door de teleurstellende prestaties bij Saint-Etienne. Het zou duren tot 1996, tijdens zijn tweede periode bij Lyngby BK, dat Molnar weer opgeroepen werd voor het nationale elftal van Denemarken. Zijn eerste interland sinds zijn vijf jaar durende hiatus van het elftal was tegen Frankrijk, in een wedstrijd die door een doelpunt van Per Pedersen met 1-0 gewonnen werd. In de volgende interland die hij zou spelen, tegen Bosnië-Herzegovina, scoorde hij zijn eerste interlandgoal, in de negentigste minuut. Hierdoor werd die wedstrijd, na eerder al een doelpunt van Marc Rieper met 2-0 gewonnen door Denemarken. Het enige andere doelpunt dat hij voor Denemarken zou scoren was tegen een andere ex-Joegoslaviëstaat, namelijk Kroatisch voetbalelftal. Doordat hij sinds 1997 een vaste waarde werd van de selectie voor het Deens elftal mocht hij zowel mee naar het WK 1998 als EURO 2000, wat in Nederland en België werd gehouden. Op beide toernooien kwam hij één keer in actie. Tijdens het WK was dat echter niet zo succesvol, want na in de 58ste minuut ingevallen te zijn voor Ebbe Sand kreeg hij al acht minuten later de rode kaart te zien van de Colombiaanse scheidsrechter John Toro Rendón. Hij was overigens niet de enige die wedstrijd, ook landgenoot Morten Wieghorst kreeg rood. Die kreeg het zelfs al na twee minuten in het veld te zijn gekomen. Zijn laatste interland was op het EK tegen Tsjechië. Deze wedstrijd ging 2-0 verloren door twee doelpunten van Vladimír Šmicer. Molnar scoorde in achttien interlands twee keer.
| Interlands van Miklos Molnar voor Denemarken | Interlands van Miklos Molnar voor Denemarken | Interlands van Miklos Molnar voor Denemarken | Interlands van Miklos Molnar voor Denemarken | Interlands van Miklos Molnar voor Denemarken | Interlands van Miklos Molnar voor Denemarken |
| №                                            | Datum                                        | Wedstrijd                                    | Uitslag                                      | Competitie                                   | Goals                                        |
| Als speler van Standard Luik                 | Als speler van Standard Luik                 | Als speler van Standard Luik                 | Als speler van Standard Luik                 | Als speler van Standard Luik                 | Als speler van Standard Luik                 |
| -------------------------------------------- | -------------------------------------------- | -------------------------------------------- | -------------------------------------------- | -------------------------------------------- | -------------------------------------------- |
| 1                                            | 05.09.1990                                   | Zweden – Denemarken                          | 0 – 1                                        | Vriendschappelijk                            | 0                                            |
| 2                                            | 12.06.1991                                   | Denemarken – Italië                          | 0 – 2                                        | Vriendschappelijk                            | 0                                            |
| 3                                            | 15.06.1991                                   | Zweden – Denemarken                          | 4 – 0                                        | Vriendschappelijk                            | 0                                            |
| Als speler van Lyngby BK                     |                                              |                                              |                                              |                                              |                                              |
| 4                                            | 09.11.1996                                   | Denemarken – Frankrijk                       | 1 – 0                                        | Vriendschappelijk                            | 0                                            |
| 5                                            | 08.06.1997                                   | Denemarken – Bosnië en Herzegovina           | 2 – 0                                        | WK-kwalificatie                              | 89'                                          |
| 6                                            | 20.06.1997                                   | Bosnië en Herzegovina – Denemarken           | 3 – 0                                        | WK-kwalificatie                              | 0                                            |
| Als speler van Sevilla FC                    |                                              |                                              |                                              |                                              |                                              |
| 7                                            | 10.09.1997                                   | Denemarken – Kroatië                         | 3 – 1                                        | WK-kwalificatie                              | 40'                                          |
| 8                                            | 11.10.1997                                   | Griekenland – Denemarken                     | 0 – 0                                        | WK-kwalificatie                              | 0                                            |
| 9                                            | 28.05.1998                                   | Zweden – Denemarken                          | 3 – 0                                        | Vriendschappelijk                            | 0                                            |
| 10                                           | 18.06.1998                                   | Denemarken – Zuid-Afrika                     | 1 – 1                                        | WK-eindronde                                 | 0                                            |
| 11                                           | 01.02.1999                                   | Kroatië – Denemarken                         | 0 – 1                                        | Vriendschappelijk                            | 0                                            |
| 12                                           | 27.03.1999                                   | Denemarken – Italië                          | 1 – 2                                        | EK-kwalificatie                              | 0                                            |
| 13                                           | 28.04.1999                                   | Denemarken – Zuid-Afrika                     | 1 – 1                                        | Vriendschappelijk                            | 0                                            |
| 14                                           | 05.06.1999                                   | Denemarken – Wit-Rusland                     | 1 – 0                                        | EK-kwalificatie                              | 0                                            |
| 15                                           | 09.06.1999                                   | Wales – Denemarken                           | 0 – 2                                        | EK-kwalificatie                              | 0                                            |
| Als speler van Kansas City Wizards           |                                              |                                              |                                              |                                              |                                              |
| 16                                           | 29.03.2000                                   | Portugal – Denemarken                        | 2 – 1                                        | Vriendschappelijk                            | 0                                            |
| 17                                           | 03.06.2000                                   | Denemarken – België                          | 2 – 0                                        | Vriendschappelijk                            | 0                                            |
| 18                                           | 21.06.2000                                   | Denemarken – Tsjechië                        | 0 – 2                                        | EK-eindronde                                 | 0                                            |

## Erelijst
- Deens topscorer: 1989 (BK Frem), 1997 (Lyngby BK)
- Deens -21 voetballer van het jaar: 1991 (Servette FC)
- MLS Cup: 2000 (Kansas City Wizards)